# NGC 643B
NGC 643B is een lensvormig sterrenstelsel in het sterrenbeeld Kleine Waterslang. Het sterrenstelsel bevindt zich in de buurt van NGC 643, NGC 643A en NGC 643C.

## Synoniemen
- PGC 6117
- ESO 29-53
- IRAS01384-7515